# Sōbetsu
Sōbetsu (壮瞥町, Sōbetsu-chō) és una vila i municipi de la subprefectura d'Iburi, a Hokkaido, Japó. La vila també pertany al districte d'Usu. Sôbetsu és una vila de caràcter agràri que es troba a la vora del llac Tōya.

## Geografia
El municipi de Sôbetsu està situat a l'oest de la subprefectura d'Iburi, al sud-est de Hokkaido. Administrativament, la vila de Sôbetsu és l'únic municipi que integra actualment el districte d'Usu. El municipi fa bon tros de costa amb el llac Tôya, fet que defineix significativament el paisatge de la vila. El terme municipal de Sôbetsu limita amb els de Date al sud i al nord; amb Tōyako al nord i a l'oest; amb Shiraoi a l'est i amb Noboribetsu al sud.

## Demografia
| 1920  | 1930  | 1940  | 1950  | 1960  | 1970  | 1980  |
| ----- | ----- | ----- | ----- | ----- | ----- | ----- |
| 4.931 | 4.936 | 5.931 | 7.563 | 7.307 | 5.364 | 4.292 |
| 1990  | 2000  | 2010  | 2020  | 2030  | 2040  | 2050  |
| 4.123 | 3.748 | 3.233 | 2.482 | -     | -     | -     |

## Transport

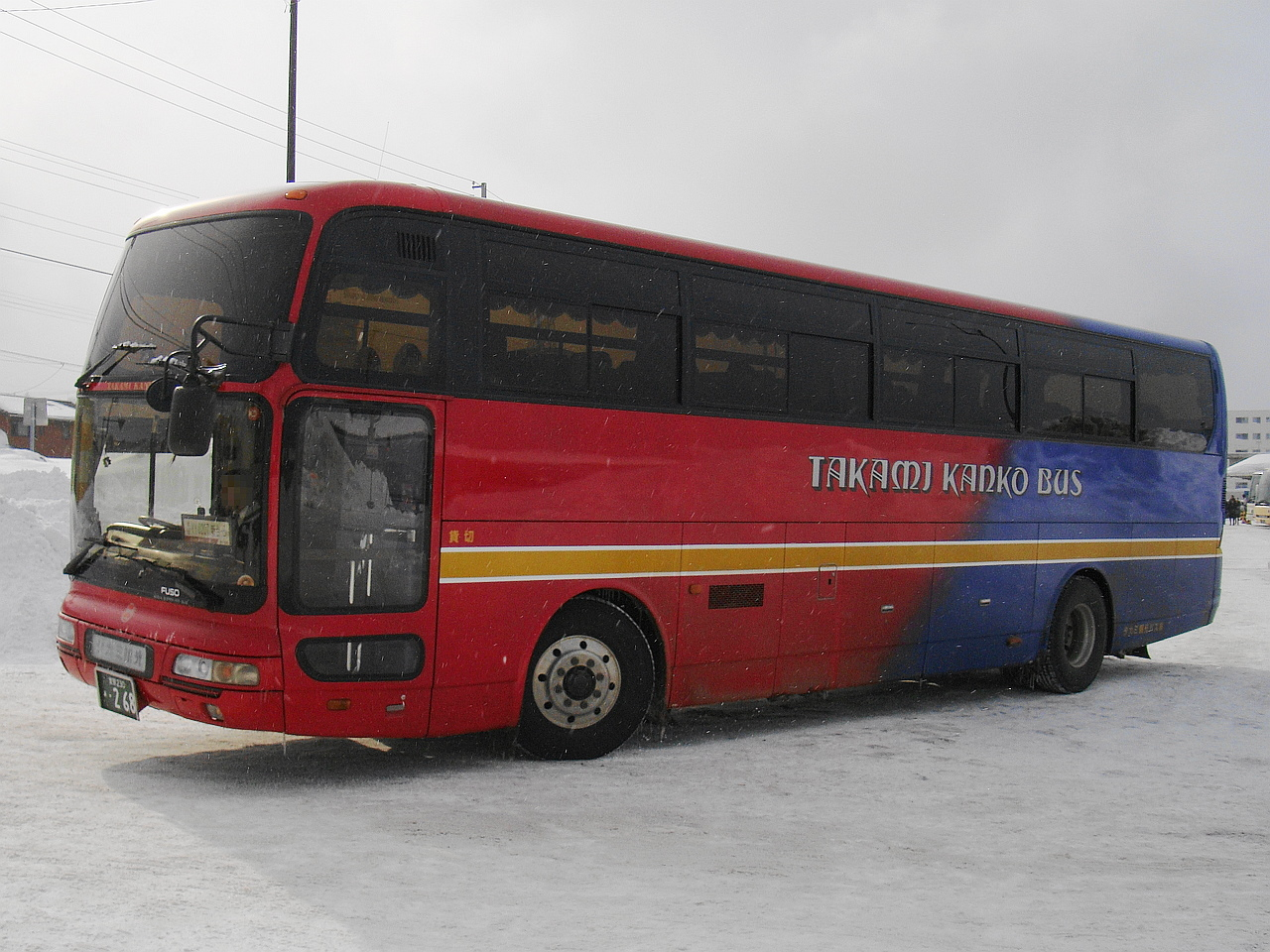
Takami kankô bus

Sôbetsu no es troba gaire lluny del Nou Aeroport de Chitose i, tot i no tindre estacions de ferrocarril, la vila es troba comunicada per diferents companyies de ferrocarril.

### Ferrocarril
Des de l'1 de novembre de 1986 amb la dissolució de la línia Iburi per part dels Ferrocarrils Nacionals Japonesos (JNR), el municipi de Sôbetsu no hi té cap estació de ferrocarril.

### Carretera
- Nacional 453
- Prefectural 2
- Prefectural 132
- Prefectural 327
- Prefectural 519
- Prefectural 560
- Prefectural 703
- Prefectural 922

## Agermanaments
- Kemijärvi, Finlàndia. (Municipis amics)